# François Laruelle
François Laruelle (22 de agosto de 1937-28 de octubre de 2024) fue un filósofo francés, miembro del Collège international de philosophie y de la Universidad de París X: Nanterre. Laruelle publicó desde principios de la década de 1970 y tiene alrededor de veinte títulos de libros a su nombre. Alumno de la École normale supérieure, Laruelle se destaca por desarrollar una ciencia de la filosofía que él llama no-filosofía. Actualmente dirige una organización internacional dedicada a promover la causa de la no filosofía, la Organización Non-Philosophique Internationale.

## Obra
Laruelle divide su trabajo en cinco períodos: Filosofía I (1971-1981), Filosofía II (1981-1995), Filosofía III (1995-2002), Filosofía IV (2002-2008) y Filosofía V (2008-presente). En la obra que comprende Filosofía I  Laruelle intenta subvertir conceptos encontrados en Nietzsche, Heidegger, Deleuze y Derrida. Incluso en esta etapa temprana se puede identificar el interés de Laruelle en adoptar una postura trascendental hacia la filosofía. Con Filosofía II, Laruelle hace un esfuerzo decidido por desarrollar un enfoque trascendental de la filosofía misma. Sin embargo, no es hasta Filosofía III que Laruelle afirma haber iniciado el trabajo de la no-filosofía.

### No-filosofía
Laruelle afirma que todas las formas de filosofía (desde la filosofía antigua hasta la filosofía analítica, la deconstrucción, etc.) están estructuradas en torno a una decisión previa, pero que todas las formas de filosofía permanecen constitutivamente ciegas a esta decisión. La «decisión» que preocupa a Laruelle aquí es la escisión dialéctica del mundo para captar el mundo filosóficamente. Laruelle afirma que el objeto al que la filosofía apunta, solo puede comprenderse de manera no filosófica. En este sentido, la no-filosofía es una ciencia de la filosofía. La (no) ética "laruelleana" está «radicalmente desligada de lo antropocéntrico, y fundamentalmente dirigida hacia un conjunto universalizado y eficaz para uno mismo en situaciones  genéricas.»

## Recepción e influencia
Hace una década, el filósofo escocés Ray Brassier lo describió como «el filósofo desconocido más importante que trabaja en Europa en la actualidad» y Gilles Deleuze y Félix Guattari lo describieron como «involucrado en una de las empresas más interesantes de la filosofía contemporánea». La primera recepción en inglés de su obra (el relato de Brassier sobre Laruelle en Radical Philosophy en 2003) ha sido seguida por una gran cantidad de presentaciones de John Ó Maoilearca (Mullarkey), Anthony Paul Smith, Rocco Gangle, Katerina Kolozova y Alexander R. Galloway, así como el libro posterior del propio Brassier, Nihil Desencadenado.
Hoy, la recepción internacional de Laruelle está creciendo con docenas de títulos al año traducidos y publicados en inglés por editoriales como Polity Books, Edinburgh University Press, Continuum, Palgrave Macmillan, Columbia University Press, Urbanomic/Sequence y otras.[cita requerida]